# Securidaca goudotiana
Securidaca goudotiana är en jungfrulinsväxtart som beskrevs av Jules Émile Planchon och Triana. Securidaca goudotiana ingår i släktet Securidaca och familjen jungfrulinsväxter. Inga underarter finns listade i Catalogue of Life.